# L’Après-midi d’un faune (Nijinsky)

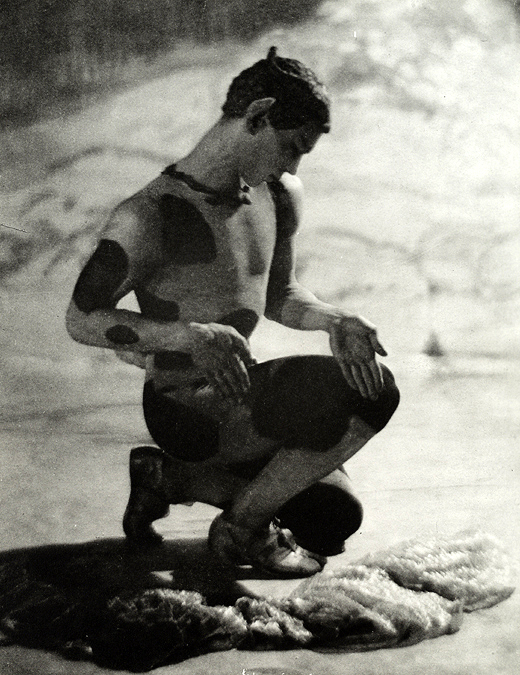
Nijinsky als Faun, 1912, Foto Adolphe de Meyer

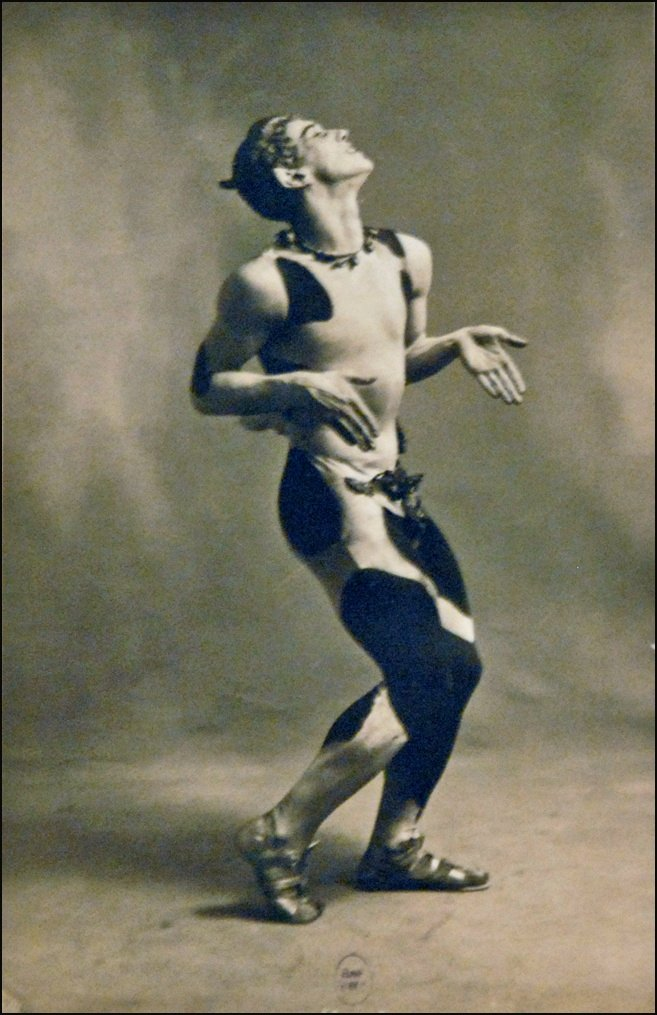

L’Après-midi d’un faune (dt. Der Nachmittag eines Fauns) ist der Titel eines von Vaslav Nijinsky zu Claude Debussys Musikstück Prélude à l’après-midi d’un faune und Stéphane Mallarmés Gedicht L’Après-midi d’un faune choreografierten Balletts in einem Akt, das 1912 von den Ballets Russes in Paris uraufgeführt worden ist. Das Stück handelt davon, wie ein junger Faun mehreren Nymphen vergeblich nachstellt.
L’Après-midi d’un faune gilt als eines der ersten avantgardistischen Ballette und aufgrund seiner Inspiration durch antike Vasenmalereien als Referenzwerk des künstlerischen Primitivismus. Die deutlichen sexuellen Anspielungen betten es zudem in die Themenwelt des Fin de siècle ein. Wie andere Werke Nijinskys hatte es heftige ästhetische Auseinandersetzungen zur Folge. Mallarmés Dichtung und Debussys Vertonung sowie Nijinskys Ballett nehmen eine zentrale Stellung in ihrer jeweiligen Kunstgattung und in der Entwicklung der künstlerischen Moderne ein.

## Werk

Leo Rauth: Vaslav Nijinsky tanzt L’Après-midi d’un faune, 1912

Nijinsky trat mit L’Après-midi d’un faune erstmals als Autor einer eigenen bedeutenden Choreografie in Erscheinung. Das Stück erzählt in 15 Minuten eine einfache Geschichte: Während der größten Hitze eines Sommernachmittags liegt ein Faun auf einem Felsen und spielt auf seiner Flöte. Da erscheinen sieben Nymphen, die auf dem Weg zu einem nahe gelegenen See sind. Der Faun hat noch nie solche Wesen gesehen und steigt voller Neugierde und Erregung von seinem Felsen hinab, um sie besser beobachten zu können. Doch als sie ihn bemerken, eilen die Nymphen erschreckt davon. Eine lässt ihn dann doch näher kommen, er versucht sie zu fassen, sie entkommt ihm, aber sie verliert ihren Schleier. Alleine zurückgeblieben nimmt der Faun den Schleier auf und liebkost diesen, als ob es sich dabei um die Nymphe selbst handelte. Schließlich legt er sich darauf nieder und vollzieht einen Liebesakt damit. Dargestellt wird das Stück durch einen Tänzer in der Rolle des Fauns und sieben Tänzerinnen als Nymphen.

## Entstehung
Nijinsky nutzte die symphonische Dichtung Prélude à l’après-midi d’un faune von Claude Debussy aus dem Jahr 1894 als musikalische Begleitung für sein Werk. Es war seine erste große Choreografie, wobei es widersprüchliche Angaben dazu gibt, wie viel die leitenden Persönlichkeiten der Ballets Russes – Sergei Pawlowitsch Djagilew (Impresario), Michel Fokine (Chefchoreograf) und Léon Bakst (künstlerischer Direktor) – zur Entwicklung von Werkidee und Ausführung beitrugen. Die Zusammenarbeit innerhalb der Ballets Russes war ein wichtiger Teil des kreativen Prozesses, dennoch beanspruchte Nijinsky in seinen Tagebuchaufzeichnungen die Urheberschaft für sich. Am Neujahrsfest 1912 schlug Diagilew Nijinsky vor, die Musik Debussys zu verwenden.

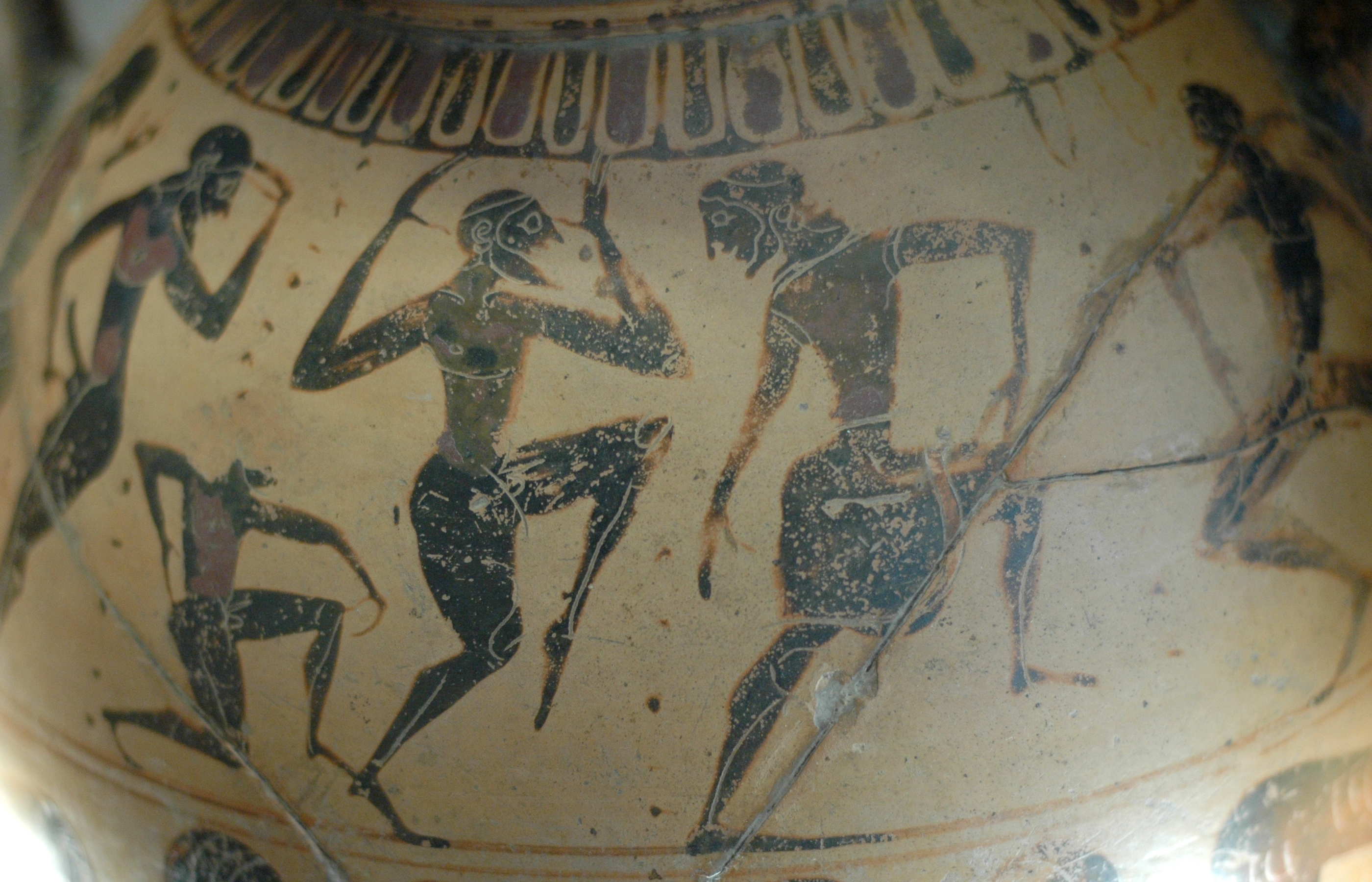
Attische schwarzfigurige Vase (Detail), 6. Jh., Louvre

Der Ausgangspunkt für Nijinskys Arbeit an dem Ballett war wohl ein gemeinsamer Besuch mit Bakst im Louvre, wo dieser ihn auf die archaische griechische Vasenmalerei aufmerksam machte. Als künstlerische Inspiration führten sie Nijinsky zu einer in den Ballets Russes zwar schon angelegten, nun aber völligen Abkehr von den gewohnten klassischen Posen, Mimik und Figuren; mit der durch die Anlehnung an die Vasenmalerei gebotenen Zweidimensionalität musste sich das Ensemble vor allem in der Profilansicht über die Bühne bewegen; der dadurch hervorgerufene primitivistische Eindruck wurde verstärkt durch die radikal vereinfachten und vage wirkenden Bewegungen, was insgesamt mit kubistischer Malerei verglichen wurde.

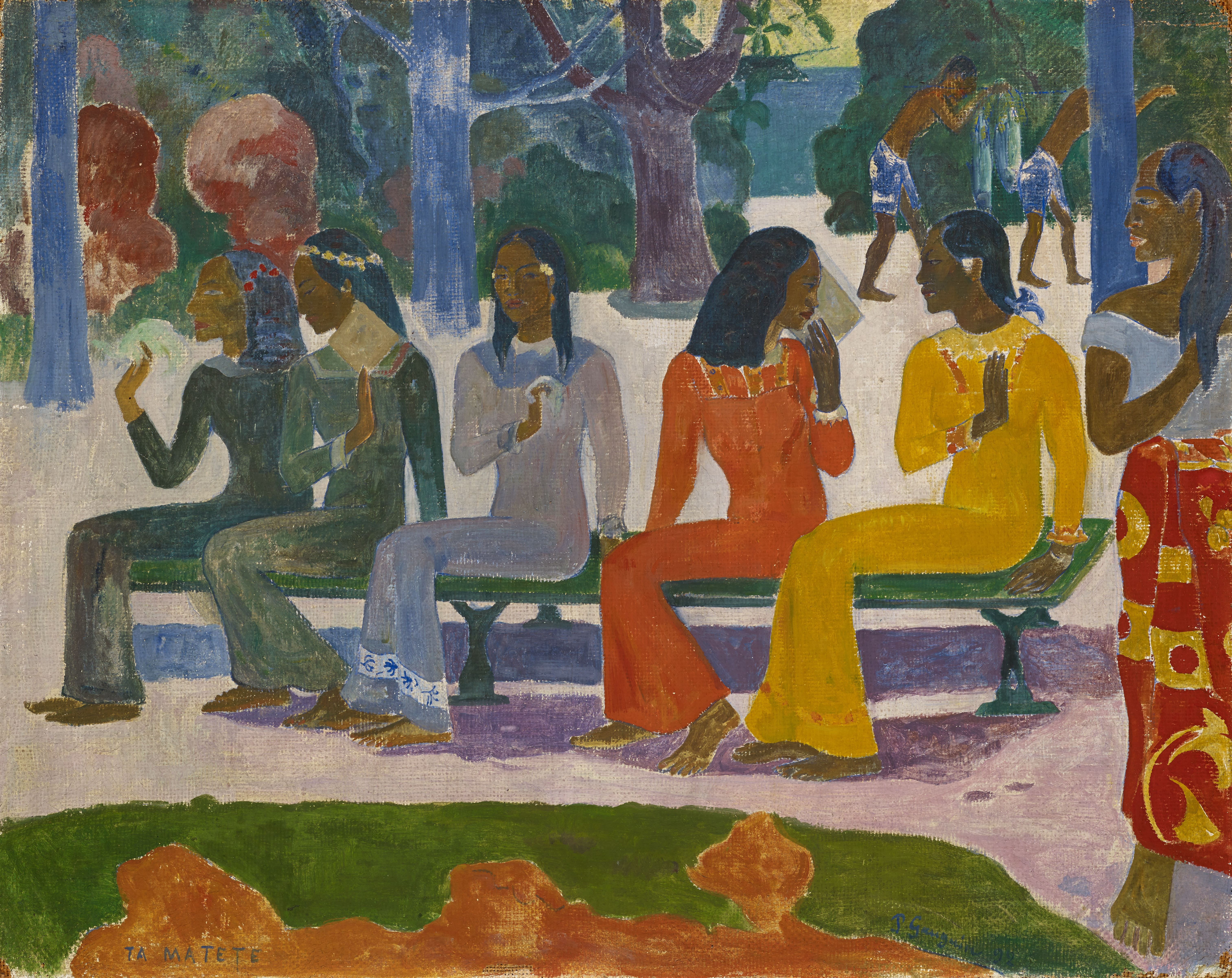
Paul Gauguin: Ta Matete (Der Markt), 1892

Die von Bakst für das Stück entworfene naiv wirkende Szenerie evozierte eine mythologische Landschaft, eine noch im Naturzustand befindliche, „junge“ Welt. Die Farbpalette betonte Primärfarben fast ohne räumliche Tiefe. Damit spielte Bakst auf den Fauvismus und Bilder Paul Gauguins an, den auch Nijinsky sehr schätzte und dessen von Stammeskunst angeregte Werke er mit denen des vorklassischen Griechenlands in Verbindung brachte. Gleichwohl war Nijinsky mit dem Bühnenbild unzufrieden, das aufgrund seiner elaborierten Gestaltung im Widerspruch zur sonstigen formalen Reduktion stand. Als das Stück 1922 wiederaufgeführt wurde, entwarf Pablo Picasso einen einfachen Vorhang in Grautönen. Zuspruch fand das eng anliegende Kostüm des Fauns, das die Körperlichkeit von Nijinskys Auftritt effektvoll zum Ausdruck brachte. Hieran manifestierte sich neben der ästhetischen Radikalität auch die zweite entscheidende Komponente des Fin de siècle, das typische Ausloten der Sexualität. Das Ballett spielte mit kaum verstellten erotischen Gesten und zeigte zum Ende eine simulierte Masturbation, nachdem der Faun mit dem verlorenen Schleier einer Nymphe allein zurückbleibt und diesen liebkost.
Die Proben begannen im Januar 1912 und gestalteten sich schwierig, da sich das Ensemble ein völlig neues tänzerisches Vokabular aneignen musste, das die erlernte Virtuosität kaum zum Tragen zu bringen schien. Die durch ihr Können und ihre Schönheit berühmte Tänzerin Ida Rubinstein verzichtete auf die ihr angebotene weibliche Hauptrolle neben Nijinsky, der selber den Part des Fauns übernahm. Eine besondere Herausforderung stellte der Umstand dar, dass Nijinsky die Tanzbewegungen nicht direkt aus Debussys Musik herleitete, sondern in einer eigenständigen Spannung dazu entwickelte. Neunzig anfänglich heimliche Proben waren nötig, bis die von Nijinsky angestrebte Perfektion erreicht war. Die Premiere war am 29. Mai 1912 im Pariser Théâtre du Châtelet.

## Rezeption und Rekonstruktion

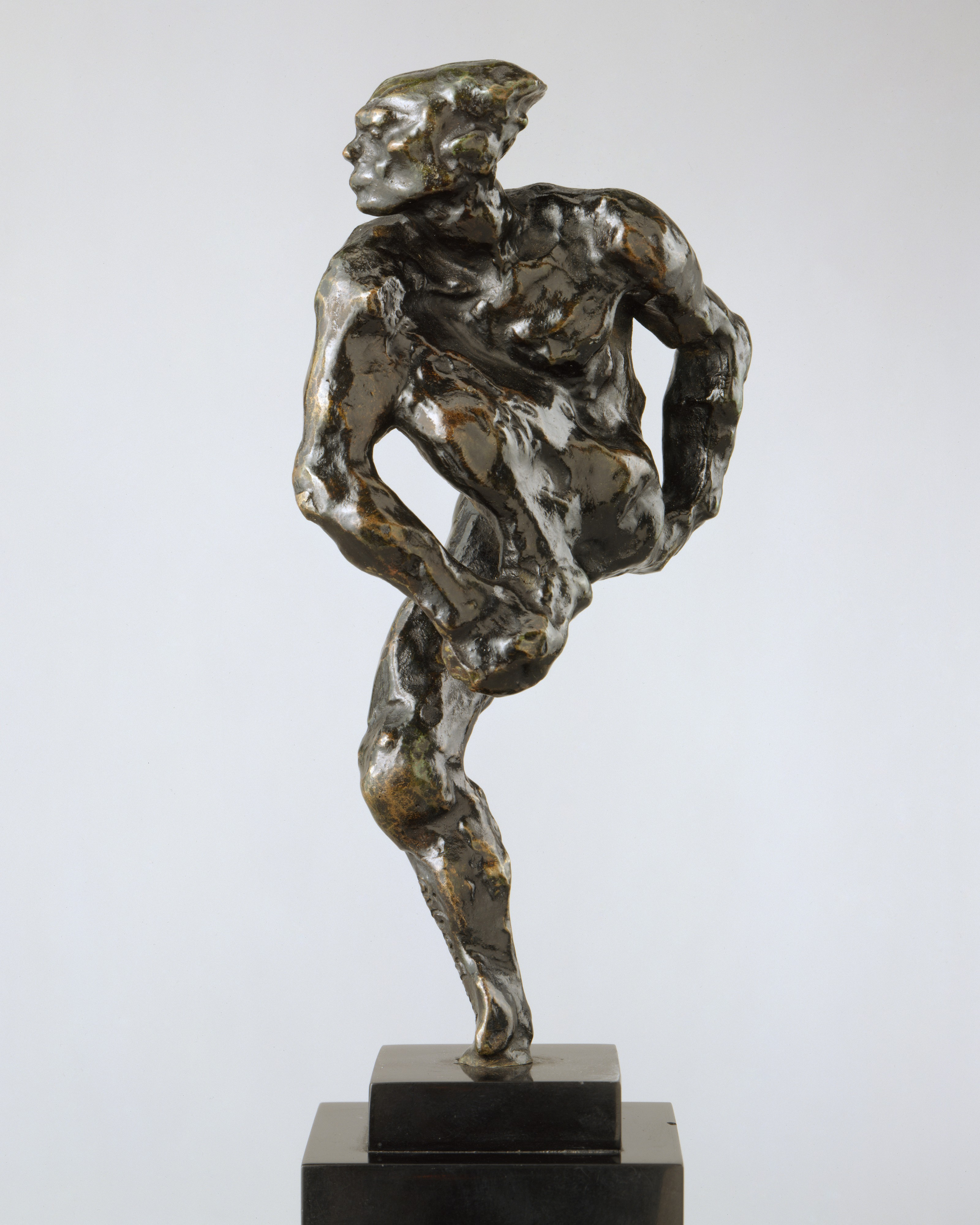
Auguste Rodin, Nijinsky, Metropolitan Museum of Art, 1912/1959

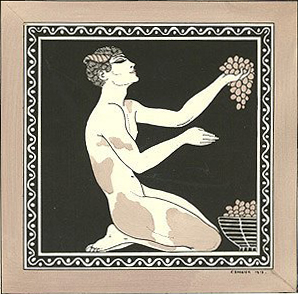
George Barbier: Nijinsky als Faun, 1913.

L’Après-midi d’un faune rief als succès de scandale (Skandalerfolg) ähnliche Kontroversen hervor wie die im folgenden Jahr von Nijinsky geschaffenen Ballette Jeux und Le Sacre du printemps. An den mit der Tradition brechenden Bewegungsabläufen und besonders an der Masturbationszene nahmen ein Teil der Presse und des Publikums heftigen Anstoß. Der Figaro schrieb von einem « faune incontinent, vil, aux gestes d’une bestialité érotique et d’une lourde impudeur » (von einem „Faun, der sich nicht zurückhalten kann, der von niederer Art ist, der Bewegungen erotischer Tierhaftigkeit ausführt und nicht die geringste Scham kennt“). Zugunsten Nijinskys äußerten sich Odilon Redon und Auguste Rodin, der die Premiere besucht hatte und eine Statue Nijinskys schuf.
Die Bedeutung des Werks für die Geschichte des Balletts und sein Rang im künstlerischen Modernismus wurden erkannt, bevor Nijinsky die Rolle letztmals 1917 tanzte. L’Après-midi d’un faune verschwand nicht wie Jeux oder Le Sacre du printemps aufgrund zahlreicher Anfeindungen und des dem Repertoire der Ballets Russes entgegengebrachten Unverständnisses, doch wurden Änderungen vorgenommen. Das Stück wurde später in verschiedenen Versionen aufgeführt, wobei die Rolle des Fauns etwa Nijinskys Schwester Bronislava Nijinska im Jahr 1922 oder sein Schüler Serge Lifar im Jahr 1935 übernahm. 1976 versuchten Romola de Pulszky, die Witwe Nijinskys, und Léonide Massine, die Original-Choreografie anhand ihrer Erinnerungen an Nijinskys Auftritte und der Fotos von Adolf de Meyer wiederherzustellen. Eine andere Version von Ende der 1980er Jahre stammt von Ann Hutchinson und Claudia Jeschke, die sich mit den schwer entzifferbaren Notationen Nijinskys (aufbewahrt in der British Library) beschäftigten.
Der italienische Zeichner Bruno Bozzetto verwendete das Ballett L’Après-midi d’un faune und Debussys gleichnamige Musik  für seinen an Walt Disneys Fantasia angelehnten Trickfilm Allegro non troppo von 1976, wobei er der Geschichte einen humoristisch-melancholischen Anstrich gab.